# Agrias steinbachi
Agrias steinbachi är en fjärilsart som beskrevs av Le Moult 1931. Agrias steinbachi ingår i släktet Agrias och familjen praktfjärilar. Inga underarter finns listade i Catalogue of Life.